# David Forrest
David Forrest ist das Pseudonym der britischen Schriftsteller David Eliades und Robert Forrest-Webb (* 9. April 1929; † 23. April 2023 in Hereford).
Eliades und Forrest-Webb schrieben und veröffentlichten zusammen vier satirische Bücher. Beispielsweise persiflierten sie den Kalten Krieg in Und meinem Neffen Albert vermache ich die Insel, die ich Fatty Hagan beim Pokern abnahm und thematisierten diese satirisch überspitzt in einer unglaublichen Geschichte, verpackt in typisch englischem Humor.

## Adaptionen
Den Erfolg von Forrest-Webb und Eliades kann man auch daran sehen, dass bereits 1974, zwei Jahre nach der Erstausgabe von After me, the deluge die italienischen Schriftsteller Pietro Garinei (1919–2006) und Sandro Giovannini (1915–1977) dieses Werk dramatisierten. Unter dem Titel Aggiungi un posto a tavola brachten sie diese „Rock-Komödie“ in Italien auf die Bühne. In der englischen Übersetzung Beyond the rainbow (entstanden in Zusammenarbeit mit Forrest-Webb und Eliades) hatte das Theaterstück auch in der englischsprachigen Welt Erfolg.
Den Roman The great dinosaur robbery verfilmte der Regisseur Robert Stevenson 1975 unter dem Titel Wer hat unseren Dinosaurier geklaut? (One of our dinosaurs is missing) u. a. mit Helen Hayes, Derek Nimmo und Peter Ustinov.

## Werke
- After me, the deluge. Hodder & Stoughton, London 1972, ISBN 0-340-14757-1.
- Und meinem Neffen Albert vermache ich die Insel, die ich Fatty Hagan beim Pokern abnahm (And to my nephew Albert I leave the island what I won off Fatty Hagan in a Poker game). Heyne, München 1987, ISBN 3-453-00303-9.
- Das Superding mit dem Skelett (The great dinosaur robbery). Heyne, München 1995, ISBN 3-453-02893-7.
- The undertaker’s dozen. Universal-Tandem, London 1974, ISBN 0-426-14218-7.